# Sabine von Schorlemer
Sabine Irene Freifrau von Schorlemer, née Braun le 11 mars 1959 à Cologne, est une universitaire et femme politique allemande n'appartenant à aucun parti politique.
Universitaire spécialisée dans les relations internationales et la culture, elle est conseillère à l'office des Affaires étrangères d'Allemagne et membre de la commission allemande de l'UNESCO, avant d'être nommée ministre de la Science et de la Culture du Land de Saxe en 2009.

## Éléments personnels

### Formation
Elle suit des études supérieures de droit et d'histoire de la culture à l'université de Munich, l'université libre de Berlin, l'université de Lausanne, et enfin à l'université de Hambourg, où elle obtient en 1992 un doctorat de droit international avec une thèse sur la protection du patrimoine culturel en temps de paix et de guerre.
Elle en reçoit un second de l'université de Munich, en politique internationale et droit international, cinq ans plus tard, avec sa thèse sur la libéralisation des télécommunications dans le cadre de la mondialisation.

### Carrière universitaire
Elle commence à travailler en 1991 comme maître de conférences à l'institut de sciences politiques de l'université Louis-et-Maximilien de Munich, un poste qu'elle occupe jusqu'en 2000, lorsqu'elle devient professeur des universités de droit international, droit communautaire et relations internationales de l'université technologique de Dresde.
Elle fonde trois ans plus tard le centre d'études internationales au sein de l'université, puis prend en 2008 la direction du département de recherche sur les Nations unies de la faculté de droit. L'année suivante, elle reçoit la chaire de l'UNESCO  pour les relations internationales de l'université de Dresde.

### Conseillère
Parallèlement à sa carrière universitaire, elle fait partie, de 2002 à 2007, du conseil de politique envers les Nations unies de l'office des Affaires étrangères d'Allemagne, de la délégation allemande à l'UNESCO entre 2004 et 2009, et est élue à la commission allemande de l'UNESCO en 2004, au titre des personnalités qualifiées. Elle y est réélue en 2008.
Elle qualifie, « d'acte d'auto-mutilation culturelle unique » la construction du pont de Waldschlösschen dans la vallée de l'Elbe à Dresde, qui est, de ce fait, retirée en juin 2009 de la liste du patrimoine mondial de l'UNESCO.

### Vie privée
De confession protestante, elle est mariée jusqu'en 1998 à l'avocat d'affaires de Munich Andreas Freiherr von Schorlemer, avec qui elle a deux de ses trois enfants. 

## Parcours politique
Le 30 septembre 2009, Sabine von Schorlemer est nommée ministre de la Science et de la Culture du Land de Saxe sur proposition de l'Union chrétienne-démocrate d'Allemagne (CDU), dont elle n'est pas membre, dans la coalition noire-jaune du Ministre-président chrétien-démocrate Stanislaw Tillich.